# یواس‌اس پینولا (۱۸۶۱)
یواس‌اس پینولا (۱۸۶۱) (به انگلیسی: USS Pinola (1861)) یک کشتی بود که طول آن ۱۵۸ فوت (۴۸ متر) بود. این کشتی در سال ۱۸۶۱ ساخته شد.